# Dario Seifert
Dario Seifert, né le 2 avril 1994 à Recklinghausen, est un homme politique allemand. 

## Biographie
Dario Seifert naît le 2 avril 1994 à Recklinghausen. 
De 2012 à 2014, il est membre du l’organisation de jeunesse d’un ancien parti néonazi, le NPD,,,. 
Membre de l'AfD, il est élu au Bundestag en 2025.